# Srigading (Sanden)
Srigading is een bestuurslaag in het regentschap Bantul van de provincie Jogjakarta, Indonesië. Srigading telt 9143 inwoners (volkstelling 2010).